# General Dynamics F-16XL
El General Dynamics F-16XL fue un derivado del caza a reacción estadounidense General Dynamics F-16 Fighting Falcon, del que se diferencia principalmente porque dispone de un diseño de ala en delta que tiene el doble de tamaño del ala convencional del F-16. 
Fue un candidato en el concurso de la Fuerza Aérea de los Estados Unidos llamada Enhanced Tactical Fighter (ETF), que finalmente perdió frente al F-15E Strike Eagle. Tras varios años en que los prototipos estuvieron abandonados, estos fueron recuperados por la NASA para realizar investigaciones aeronáuticas.

## Diseño y desarrollo

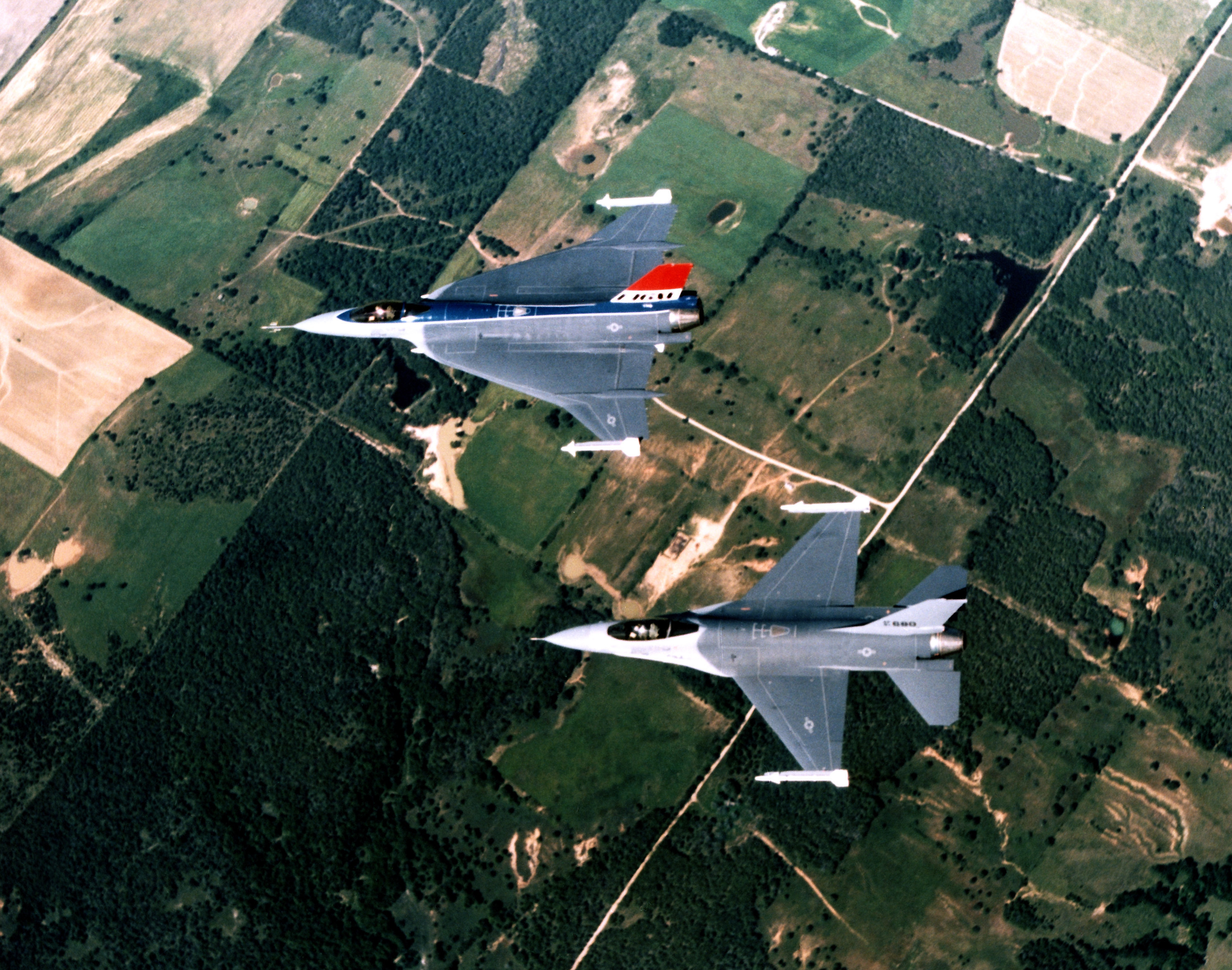
Una vista superior izquierda aire-aire de un prototipo F-16XL y el avión F-16 Fighting Falcon durante el Salón Aeronáutico de Farnborough.

Tras años de investigar con la NASA y la USAF el concepto, en 1980 General Dynamics presentó a la USAF una propuesta de una versión del F-16 que pudiera contar con velocidad de supercrucero (supersónica sostenida sin postcombustión) y gran capacidad de maniobra. La USAF aceptó y se inició un programa conjunto que se denominó SCAMP (Supersonic Cruise and Maneuvering Program).
El producto resultante fue el F-16XL, un rediseño radical del F-16 que introdujo un ala en doble delta que aumentaba la autonomía en un 45 % y doblaba la carga útil respecto al F-16 original, gracias a la mayor superficie alar de sustentación. Otra mejora era poder despegar y aterrizar en el 66 % de distancia empleada por el F-16 y reducir a la mitad el radio de giro a 9 g. Los soportes para armas estaban semicarenados, incrementando la eficiencia aerodinámica. El F-16XL estaba preparado para llevar misiles AIM-120 AMRAAM y su capacidad de carga eran 6804kg de armamento o equipos en 17 puntos de fijación bajo el fuselaje y las alas. Sin embargo, un problema del diseño era que el empleo de depósitos auxiliares limitaba a 10 los puntos de fijación. La filosofía de la USAF estaba dejando atrás el concepto de cazas maniobrables para enfocarse en cazas que pudieran atacar antes de ser detectados, empleando armas como el AIM-120 AMRAAM, en esto el programa F-16XL era pionero, al ser el primer prototipo que cumplía este requerimiento.
El primero de los dos F-16 modificados con el nuevo diseño de ala voló en julio de 1982 impulsado por un turbofán F100-PW-200; el segundo de los prototipos voló con un motor F110-GE-100. Durante las pruebas en Edwards se realizaron más de 350 vuelos.
LA USAF lanzó el programa Dual Role Fighter, donde se buscaba una versión de los cazas ya en servicio que fuera capaz de ejecutar misiones de combate aéreo y de ataque, aunque acabó teniendo como objetivo reemplazar a los F-111. El F-15E ganó el concurso en 1984 frente al F-16XL y, a pesar de que la USAF consideraba el F-16XL un diseño prometedor, los fondos disponibles ya estaban comprometidos en el programa del ATF (Advanced Tactical Fighter). Irónicamente, el F-16XL introducía ya conceptos que el ATF desarrollaría y maduraría, dando a luz al F-22 Raptor.
Tras perder el concurso de futuro sustituto del F-111 y ser empleados en las pruebas de los motores F-110, los dos prototipos del F-16XL fueron almacenados en 1985 en las instalaciones de Fort Worth. En 1988 fueron entregados a la NASA para realizar pruebas aerodinámicas de estudio del vuelo supersónico sostenido en Edwards (Dryden Flight Research Center) hasta 1996.

## Especificaciones (F-16XL N.º 2)
Referencia datos: Darling, F-16.net

### Características generales
- Tripulación: Uno (N.º 1) o dos (N.º 2)
- Longitud: 16,5 m (54,2 ft)
- Envergadura: 10,4 m (34,3 ft)
- Altura: 5,4 m (17,6 ft)
- Superficie alar: 60 m² (645,9 ft²)
- Peso vacío: 9980 kg (21 995,9 lb)
- Peso cargado: 21 800 kg (48 047,2 lb)
- Peso máximo al despegue: 21 800 kg (48 047,2 lb)
- Planta motriz: 1× turbofán General Electric F110-GE-100.
  - Empuje normal: 76,1 kN (7760 kgf; 17 108 lbf) de empuje.
  - Empuje con postquemador: 128,6 kN (13 113 kgf; 28 911 lbf) de empuje.

### Rendimiento
- Velocidad máxima operativa (Vno): 2253 km/h (1400 MPH; 1217 kt)
- Velocidad crucero (Vc): 965,6 km/h (600 MPH; 521 kt)
- Alcance: 4590 km (2478 nmi; 2852 mi)
- Techo de vuelo: 15 240 m (50 000 ft)
- Régimen de ascenso: 320 m/s (62 991 ft/min)F-16XL armado con 2 misiles AIM-9 Sidewinder, 4 AIM-120 AMRAAM y 12 bombas Mark 82.

### Armamento
- Cañones: 

  - 1x M61 Vulcan de 20 mm
- Puntos de anclaje: 27 en total (16 soportes ligeros subalares con una capacidad de 340 kg cada uno, 4 soportes semi-conformados bajo el fuselaje para misiles AIM-120 AMRAAM, 2 raíles lanzadores de punta alar para misiles aire-aire, 1 pilón central, 2 pilones de carga pesada subalares y 2 soportes para LANTIRN bajo la toma de aire) con una capacidad de 6800 kg, para cargar una combinación de:  
  - Bombas: 

    - Bombas de caída libre Mark 82 y Mark 84
    - Bombas guiadas
      - Serie Paveway
      - Serie JDAM

    - Bombas de racimo

  - Misiles: 

    - Misiles aire-aire:
      - 4× misiles de medio alcance AIM-120 AMRAAM, guiados por radar activo
      - 2× misiles de corto alcance AIM-9 Sidewinder, guiados por infrarrojos, o 2× AMRAAM adicionales

    - Misiles aire-superficie

  - Otros: 

    - Contenedores de navegación y de designación de blancos LANTIRN
    - 2× tanques de combustible externos

## Aeronaves relacionadas

### Desarrollos relacionados
- General Dynamics F-16 Fighting Falcon
- General Dynamics F-16 VISTA

### Aeronaves similares
- McDonnell Douglas F-15E Strike Eagle

### Secuencias de designación
- Secuencia F-_ (Cazas estadounidenses, 1962-presente): ← F-12/C - F-14 - F-15/E/EX/J/STOL/MTD - F-16/XL/VISTA - F-17 - F-18/E/F/G - F-20 →